# Acaulis rosae
Acaulis rosae är en nässeldjursart som först beskrevs av Addison Emery Verrill 1878.  Acaulis rosae ingår i släktet Acaulis och familjen Acaulidae. Inga underarter finns listade i Catalogue of Life.